# Aljaški zaliv
Aljaški zaliv (angleško Gulf of Alaska, tlingitsko Yéil T'ooch’) je morski zaliv na skrajnem severu Tihega oceana ob severnoameriški obali. Na severu meji na Aleutsko otočje (Aljaska, ZDA) in Beringovo morje, na jugu in zahodu je Tihi ocean, na vzhodu pa obliva kanadsko provinco Britansko Kolumbijo. Med Kodiakom in celino na zahodu zaliva je preliv Šelihova, do največjega pristanišča in mesta ob njem, Anchoragea vodi podolgovat Cookov zaliv.
1. ↑  https://tlingitlanguage.com/wp-content/uploads/2018/09/placenames.pdf Predloga:Bare URL PDF